# Linares Deportivo
El Linares Deportivo és un club de futbol andalús de la ciutat de Linares.
El club va néixer el 4 d'agost de 2009 amb el nom Asociación Deportiva Linares després de la desaparició del CD Linares.
Juga a l'Estadi Municipal de Linarejos, amb capacitat per a 10.000 persones.
Els principals clubs de la ciutat amb el pas dels anys han estat:
- Sociedad Gimnástica Linarense (1909-1920)
- Linares Fútbol Club (1920-1929)
- Gimnástica Linarense (1929-1931)
- Deportivo Fútbol Club (1931-1933)
- Linares Deportivo (1940-1946)
- Club Atlético Linares (1946-1952)
- Club Deportivo Linares (1952-1968)
- Linares Club de Fútbol (1961-1989)
- Club Deportivo Linares (1990-2009)
- Linares Deportivo (2009–present)